# Джагдео, Бхаррат
Бхаррат Джагдео (англ. Bharrat Jagdeo; род. 23 января 1964) — президент Гайаны с 11 августа 1999 по 3 декабря 2011 года, до этого министр правительства Джанет Джаган, а с 9 августа по 11 августа 1999 года — премьер-министр Гайаны; социалист.
Член Народной прогрессивной партии (НППГ), служил в качестве министра финансов в 1990-е годы, стал президентом в 1999 году после того, как Джанет Джаган подала в отставку по состоянию здоровья. Впоследствии он дважды выигрывал выборы, в 2001 и 2006 годах. После поражения НППГ на выборах в 2015 году стал лидером оппозиции в Национальном Собрании.

## Образование и начало карьеры
Джагдео родился 23 января 1964 года в деревне Юнити на Восточном побережье Демерары, одного из крупнейших промышленных районов Южной Америки. В 13 лет он вступил в молодежное крыло Народной прогрессивной партии (НППГ) и стал членом партии уже в 16 лет. Впоследствии он поднялся на местные руководящие должности в партии.
В 1984—1990 годах Джагдео учился в Университете дружбы народов им. Патриса Лумумбы (нынешний РУДН), по окончании которого получил степень магистра экономики. В 1990 году он вернулся на родину и стал работать экономистом в Государственном секретариате планирования, затем стал советником министра экономики. В октябре 1993 года Джагдео был назначен помощником министра финансов и несколько недель спустя, на 24-м съезде НППГ, был избран в ЦК партии. Позже он стал членом исполнительного комитета НППГ. В мае 1995 года президент Джанет Джаган назначила его на должность министра финансов.

## Премьер-министр и президент
8 августа 1999 года Джаган объявила, что уходит в отставку с поста президента по состоянию здоровья и что Джагдео будет ее преемником. Однако по конституции преемником президента в случае его досрочной отставки должен был стать премьер-министр, и чтобы соблюсти эту норму, Джагдео 9 августа вступил в должность премьер-министра, а уже 11 августа был приведён к присяге в качестве президента. В возрасте 35 лет он стал одним из самых молодых глав государств в мире.
28 августа 2006 года Джагдео был переизбран ещё на один пятилетний срок, а НППГ получила 54,6 % голосов на выборах. НППГ отныне имела 36 мест в парламенте из 65. 2 сентября Джагдео был приведён к присяге на второй срок.
На 29-м съезде НППГ 2 августа 2008 года Джагдео получил наибольшее количество голосов (777) на выборах в ЦК партии. Затем он был избран в состав исполнительного комитета НППГ 12 августа 2008 года.
В конце 2011 года срок его полномочий официально подошёл к концу, причём сам Джагдео незадолго до того инициировал поправки в конституцию, по которым президенты, избранные после 2000 года, теряли право избрания на третий срок. Его преемником стал кандидат в президенты от НППГ Дональд Рамотар, который был избран президентом 28 ноября 2011 года на всеобщих выборах. Согласно конституции, срок полномочий президента Джагдео официально закончился 3 декабря 2011 года, когда Рамотар принял президентскую присягу.

## Инициативы
Во время пребывания Джагдео на посту президента в Гайане были проведены крупные экономические и социальные реформы. Когда он отказался от переизбрания, Гайана заканчивала свой пятый год подряд с высокими темпами экономического роста, выше многих в Южной Америке. Президент инициировал беспрецедентные инвестиции в социальную сферу, что позволило значительно упростить доступ населения к образованию, укрепить систему здравоохранения, провести земельную реформу, развивать расширение жилищного сектора, а также провести крупномасштабное обновление автомобильного, речного и воздушного транспорта. Законы о конкуренции способствовали реформированию налоговой, бюджетно-финансовой и инвестиционной сфер.
Джагдео в период своих полномочий был сторонником проведения глобальных мер по предотвращению изменения климата, Председатель Межправительственной группы экспертов по изменению климата Раджендра К. Пачаури описывал его как «одного из, возможно, пяти глав правительств, которые действительно понимает суть этой проблемы». Джагдео разработал стратегию защиты 18 миллионов гектаров леса Гайаны, борьбы с парниковыми газами, которые являются результатом обезлесения и деградации лесов, а также ориентировал гайанскую экономику на долгосрочное «низкое обезлесение и устойчивость к изменению климата».
В рамках построения этой глобальной модели Гайана получила от Норвегии $ 250 млн для реализации программы сокращения выбросов парниковых газов. Гайана использовала эти деньги и внутренние ресурсы для привлечения частных инвестиций в сферу экологически чистой энергии. В программе фонда Climate & Development Knowledge Network эта стратегия была обозначена как «возможно, самая прогрессивная стратегия развития низкоуглеродной экономики в стране с низким уровнем доходов».
Джагдео был одним из инициаторов подписания Договора о Союзе южноамериканских наций — УНАСУР, в мае 2008 года Гайана ратифицировала его. В ноябре 2009 года Джагдео принимал глав правительств Южной Америки в Джорджтауне и в течение года был председателем Союза.
26 ноября 2011 года Джагдео обратился с прощальным обращением к нации в преддверии выборов 28 ноября, в котором говорил о достижениях и подчеркнул свой оптимизм относительно будущего Гайаны.

## Награды
- Медаль Пушкина (31 октября 2007 года, Россия) — за большой вклад в распространение, изучение русского языка, сохранение культурного наследия, сближение и взаимообогащение культур наций и народностей[14].

Джагдео имеет почётные докторские степени Университета дружбы народов России (РУДН), Университета Центрального Ланкашира и Университета Трента.
Джагдео был награждён премией Праваши Бхаратия — правительством Индии.
В апреле 2013 года Джагдео был награждён высшей наградой штата Рорайма, Бразилия, Орденом за заслуги «Форте Сан-Жоаким».

## Международный авторитет и последующая карьера
Президент Джагдео был избран председателем Совета управляющих Международного валютного фонда и Всемирного банка в сентябре 2005 года. Он занимал эту должность до сентября 2006 года. Журнал Time назвал Джагдео одним из своих «героев охраны окружающей среды» в 2008 году, он был также награждён премией «Чемпион Земли» от Организации Объединённых Наций в 2010 году.
В марте 2012 года крупнейшая и старейшая в мире экологическая организация, Международный союз охраны природы (МСОП), объявил о том, что президент Джагжео станет посланником МСОП в лесных странах и «Покровителем природы».
Джагдео был приглашенным лектором в Колумбийском университете (Нью-Йорк, США), Йоркском университете (Торонто, Канада), Университете Трента (Питерборо, Канада), Университете Торонто, Университете Организации Объединенных Наций (Токио, Япония) и Университете Вест-Индии.
После поражения НППГ на всеобщих выборах в мае 2015 года Джагдео был включен в список 32 депутатов партии в Национальном собрании. Он был приведён к присяге в качестве лидера оппозиции в Национальном Собрании 17 августа 2015 года.